# 里永-沙泰勒吉永站
里永-沙泰勒吉永站，简称里永站，是法国的一个铁路车站，位于法国中部城市里永。“沙泰勒吉永”是附近的另外一个市镇，距离本站大约7公里。

## 位置
里永-沙泰勒吉永站位于里永市区的东部，是一个区域性的铁路枢纽，前往克莱蒙费朗、维希和蒙吕松方向的铁路在此交汇。站址位于圣日耳曼沟－尼姆铁路405,562公里处，距离克莱蒙费朗大约14公里。车站大致呈南北走向，开口朝西。历史上还有前往沙泰勒吉永方向的铁路，已于1972年关闭。
圣日耳曼沟－尼姆铁路的里永至克莱蒙费朗段、维希－里永铁路、圣日耳曼沟－达尔萨克铁路的圣日耳曼沟至维希段、莫雷－里昂铁路的莫雷至圣日耳曼沟段和巴黎－马赛铁路的巴黎至莫雷段共同组成了巴黎－克莱蒙费朗商业线路，连接巴黎和克莱蒙费朗的城际列车均通过这一线路运行。而圣日耳曼沟－尼姆铁路维希至里永的路段尚未电气化，且自2012年12月起维希－喀纳段仅保留货运线路，因此运行这一路段的仅有前往蒙吕松方向的TER列车。

## 设施
里永-沙泰勒吉永站设有人工售票窗口，其开放时间如下：
- 周一至五：5:20~19:45
- 周六：6:10~19:45
- 周日及节假日：8:15~20:20

此外，里永-沙泰勒吉永站还设有自动售票机等设施。

## 停靠线路
以下列车线路在里永-沙泰勒吉永站停靠：
| 里永-沙泰勒吉永站列车线路表                             |            |                        |                   |              |
| 线路                                                    | 车种       | 上一站                 | 下一站            | 大致运行频率 |
| 巴黎—克莱蒙费朗                                         | INTERCITÉS | 维希                   | 克莱蒙费朗        | 每天6趟左右  |
| 里昂—克莱蒙费朗                                         | INTERCITÉS | 维希                   | 克莱蒙费朗        | 每天1趟      |
| 里昂—克莱蒙费朗                                         | TER        | 维希                   | 克莱蒙费朗        | 每天6趟左右  |
| 第戎—克莱蒙费朗                                         | TER        | 维希                   | 克莱蒙费朗        | 每天1趟      |
| 讷韦尔—克莱蒙费朗                                       | TER        | 维希                   | 克莱蒙费朗        | 每天3趟左右  |
| 穆兰/圣日耳曼沟—克莱蒙费朗/维克勒孔特/伊苏瓦尔/布里乌德 | TER        | 维希                   | 热尔扎/克莱蒙费朗 | 每天8趟左右  |
| 蒙吕松—克莱蒙费朗                                       | TER        | 喀纳/埃格佩尔斯/蓬默尔 | 热尔扎/克莱蒙费朗 | 每天6趟左右  |
| 喀纳—克莱蒙费朗/伊苏瓦尔                                | TER        | 埃格佩尔斯/蓬默尔      | 热尔扎/克莱蒙费朗 | 每天3趟左右  |
| 1. 2.                                                   |            |                        |                   |              |

## 配套交通

### 长途客车
| 停靠里永的大巴车      |                            | |
| 上下车地点            | 运营单位                   | 主要线路及目的地 |
| 里永市区内各地        | 多姆山省城际客运 Transdôme | - 19线：克莱蒙费朗、沙泰勒吉永、沙博涅尔雷维伊 - 60线：克莱蒙费朗、孔布龙德 - 63线：沃勒维克 - 65b线：圣博齐尔 - 67线：克莱蒙费朗、埃格佩尔斯、喀纳 - 68线：恩讷扎、马兰格 - 72线：克莱蒙费朗、沙泰勒吉永、芒扎、奥弗涅圣热尔韦、皮永萨 |
| 里永-沙泰勒吉永站门口 | 多姆山省城际客运 Transdôme | - 61线：克莱蒙费朗、孔布龙德、圣埃卢瓦雷明、蒙泰居 (多姆山省) |
| 里永-沙泰勒吉永站门口 | SNCF Car TER               | - 16线：喀纳、科芒特里、蒙吕松 - 当某条铁路线施工或罢工时，SNCF可能也会提供途径该线路沿途站点的大巴车 |
| 1. 2. 3.              |                            | |

### 市内交通
| 里永-沙泰勒吉永站附近的市内公共交通线路 |                       | |
| 公交车站名称                            | 位置                  | 停靠线路 |
| Pôle Multimodal SNCF 综合交通枢纽       | 里永-沙泰勒吉永站门口 | - 1路：里永-雷埃萨 ↔ 马洛扎-鱼化 - 2路：里永-游泳池 ↔ 梅内特罗勒-解放日 - 3路：里永-乔治·热尔施温 ↔ 马洛扎-雷加尔代勒 - 4路：里永-安德雷·梅萨热 ↔ 梅内特罗勒-尚特雷勒 - 5路：圣博内佩里永-阿勒冯斯·费里欧勒 ↔ 昂瓦勒-下屋 - A线（定制公交）：里永-综合交通枢纽 ↔ 拉穆塔德-教堂 |
| 1. 2.                                   |                       | |

### 社会车辆
里永-沙泰勒吉永站门口设有社会车辆停车场。

## 临近车站
| 里永-沙泰勒吉永站（Gare de Riom - Châtel-Guyon） |                      |          |
| 上行车站                                         | 线路                 | 下行车站 |
| 蓬默尔站                                         | 圣日耳曼沟－尼姆铁路 | 热尔扎站 |
| 维希站                                           | 维希－里永铁路       | （终点） |
| - 本表仅显示运营中的线路及车站                   |                      |          |